# São Mamede (Batalha)
São Mamede ist eine Kleinstadt in Portugal und gehört zur Gemeinde Batalha im Distrikt Leiria. Sie hat ca. 3385 Einwohner (Stand 19. April 2021) auf einer Fläche von 41,8 km². Die Bevölkerungsdichte beträgt 81 Einwohner pro km². Am 1. Juli 2003 wurde São Mamede zu einer Kleinstadt.
Auf dem Gebiet der Gemeinde liegen die Schauhöhlen Grutas da Moeda.

## Söhne und Töchter
- Virgílio do Nascimento Antunes (* 1961), katholischer Geistlicher, Bischof von Coimbra